# Грузман, Лейб Абрамович

Идл-Лейб Грузман (Иеhудэ-Лейб Грузман, псевдоним «Лэйбэлэ Бар-Мазл» (Лэйбэлэ-счастливчик); идиш יהודה-לײב גרוזמאַן‎‎; 4 марта 1902, Единцы, Хотинский уезд,  Бессарабская губерния — 11 июня 1961, Буэнос-Айрес, Аргентина) — аргентинский еврейский журналист, редактор, писатель. Писал на идише и иврите.

## Биография
Идл-Лейб Грузман родился в бессарабском местечке Единцы (теперь райцентр Единецкого района Молдовы), где его отец Аврум-Обэ держал лавку канцелярских товаров (родители погибли в гетто в годы Великой Отечественной войны). Учился в хедере, ешивах в Могилёве на Днестре и Одессе (1915), где познакомился с Х. Н. Бяликом и Я. Фихманом. После аннексии Бессарабии Румынией в 1918 году вернулся в Единцы, некоторое время жил в Черновицах, где преподавал древнееврейский язык. Будучи в Черновицах, начал публиковаться в периодических изданиях на иврите — «ха-Шилоах», «ха-Тхия» и «Ха-Цфира».
В 1922 году уехал в Аргентину, где вскоре стал директором ивритской школы «Ехудит» (Юдифь) на 600 учеников при ИКО (Идише Колонизацие Организацие — еврейской колонизационной организации), основанной бароном де Гиршем, в Моисесвилле. В конце 1920-х годов перебрался в Буэнос-Айрес, где в 1929 году основал еженедельный (а впоследствии ежемесячный) литературный журнал «Дэр Шпигл» (El Espejo — зеркало) — один из двух литературных журналов на идише в Аргентине (второй — «Най Лэбм», или новая жизнь), который редактировал до конца жизни. Был также редактором газеты «Ди трибунэ» в Моисесвилле и соредактором юмористического журнала «Пенемер ун пенемлех» (Лица и личики) в Буэнос-Айрес. Был аргентинским корреспондентом нью-йоркской газеты «Моргн-журнал».
Печатался на идише в периодических изданиях Аргентины «Ди идише цайтунг» (еврейская газета), «Фар гройс ун клейн» (для больших и маленьких) и на иврите в журналах «ха-Бима ха-иврит» и «Гехалуц». Совместно с Я. Ботошанским издал четыре книги серии «Бесарабер идн» (бессарабские евреи).